# Lixing-lès-Saint-Avold
Lixing-lès-Saint-Avold è un comune francese di 735 abitanti situato nel dipartimento della Mosella nella regione del Grand Est.

## Società

### Evoluzione demografica
Abitanti censiti